# Johann Ferdinand Feige der Jüngere
Johann Ferdinand Feige der Jüngere (* 25. November 1766 in Vorwerk Hellendorf (Helle) bei Pirna; † 16. April 1827 in Dresden) war ein deutscher Bildhauer in Sachsen.

## Leben
Johann Ferdinand Feige der Jüngere war der Sohn von Johann Ferdinand dem Älteren. Er begann früh mit der Bildhauerlehre in der väterlichen Werkstatt. Anschließend folgte ein Studium an der Kunstakademie Dresden. Neben einigen größeren Arbeiten schuf er vor allem Grabdenkmale und Fassadenplastiken in und um Dresden. 1791 schuf er den Taufstein aus schwarz-weißem Carrara-Marmor für die Kreuzkirche in Dresden. Später gab er die wenig einbringende Handwerkskunst auf und übernahm verschiedene Ämter der Stadt Dresden. Am 24. April 1800 wurde ihm das Dresdner Bürgerrecht verliehen. Neben seiner Bildhauerarbeit übernahm er auch vornehmlich religiöse Glasmalereien.